# Église Notre-Dame-des-Neiges de Krisztinaváros
L'église Notre-Dame-des-Neiges (hongrois : Havas Boldogasszony-templom) est une église catholique romaine de Budapest située dans le quartier de Krisztinaváros sur Krisztina tér.                         